# Piłkarz Ręczny Roku IHF
Nagroda dla Piłkarza Ręcznego  Roku i Piłkarki Ręcznej Roku (ang. IHF World Player of the Year) jest przyznawana corocznie dla najlepszego piłkarza ręcznego i najlepszej piłkarki ręcznej na świecie. W głosowaniu, które jest przeprowadzane od 1988 r. przez Międzynarodową Federację Piłki Ręcznej (IHF), udział biorą czytelnicy World Handball Magazine.
Nie przyznano tej nagrody najlepszym piłkarzom i piłkarkom ręcznym za rok 1991, 1992, 1993 oraz 2017.
W plebiscycie tym wygrał reprezentant Polski - Sławomir Szmal, który otrzymał nagrodę za rok 2009. Zawodnik zdobył 68,7% głosów z ok. 30 000 oddanych, wyprzedzając m.in. Nikolę Karabaticia (20,9%) oraz Igora Voriego (10,4%).

## Lista Zwycięzców

### Mężczyźni
| Rok  | Zawodnik               | Państwo               | Klub                         |
| ---- | ---------------------- | --------------------- | ---------------------------- |
| 1988 | Veselin Vujović        | Jugosławia            | Metaloplastika Šabac         |
| 1989 | Kang Jae-won           | Korea Południowa      | Grasshopper Zurych           |
| 1990 | Magnus Wislander       | Szwecja               | Redbergslids IK Göteborg     |
| 1994 | Talant Dujszebajew     | Rosja                 | CB Cantabria Santander       |
| 1995 | Jackson Richardson     | Francja               | OM Vitrolles                 |
| 1996 | Talant Dujszebajew     | Hiszpania             | CB Cantabria Santander       |
| 1997 | Stéphane Stoecklin     | Francja               | TSV GWD Minden               |
| 1998 | Daniel Stephan         | Niemcy                | TBV Lemgo                    |
| 1999 | Rafael Guijosa         | Hiszpania             | FC Barcelona                 |
| 2000 | Dragan Škrbić          | Jugosławia            | HSG Nordhorn                 |
| 2001 | Yoon Kyung-shin        | Korea Południowa      | VfL Gummersbach              |
| 2002 | Bertrand Gille         | Francja               | HSV Hamburg                  |
| 2003 | Ivano Balić            | Chorwacja             | RK Metković                  |
| 2004 | Henning Fritz          | Niemcy                | THW Kiel                     |
| 2005 | Arpad Šterbik          | Serbia i Czarnogóra   | BM Ciudad Real               |
| 2006 | Ivano Balić            | Chorwacja             | SDC San Antonio              |
| 2007 | Nikola Karabatić       | Francja               | THW Kiel                     |
| 2008 | Thierry Omeyer         | Francja               | THW Kiel                     |
| 2009 | Sławomir Szmal         | Polska                | Rhein-Neckar Löwen           |
| 2010 | Filip Jícha            | Czechy                | THW Kiel                     |
| 2011 | Mikkel Hansen          | Dania                 | AG Kopenhaga                 |
| 2012 | Daniel Narcisse        | Francja               | THW Kiel                     |
| 2013 | Domagoj Duvnjak        | Chorwacja             | HSV Hamburg                  |
| 2014 | Nikola Karabatić       | Francja               | FC Barcelona                 |
| 2015 | Mikkel Hansen          | Dania                 | Paris Saint-Germain Handball |
| 2016 | Nikola Karabatić       | Francja               | Paris Saint-Germain Handball |
| 2017 | Nie przyznano nagrody  | Nie przyznano nagrody | Nie przyznano nagrody        |
| 2018 | Mikkel Hansen          | Dania                 | Paris Saint-Germain Handball |
| 2019 | Niklas Landin Jacobsen | Dania                 | THW Kiel                     |
| 2020 | Nie przyznano nagrody  | Nie przyznano nagrody | Nie przyznano nagrody        |
| 2021 | Niklas Landin Jacobsen | Dania                 | THW Kiel                     |
| 2022 | Nie przyznano nagrody  | Nie przyznano nagrody | Nie przyznano nagrody        |
| 2023 | Mathias Gidsel         | Dania                 | Füchse Berlin                |

### Kobiety
| Rok  | Zawodnik                | Państwo               | Klub                         |
| ---- | ----------------------- | --------------------- | ---------------------------- |
| 1988 | Svetlana Dašić-Kitić    | Jugosławia            |                              |
| 1989 | Kim Hyun-mee            | Korea Południowa      |                              |
| 1990 | Jasna Merdan-Kolar      | Austria               |                              |
| 1994 | Mia Hermansson-Högdahl  | Szwecja               | Hypo Niederösterreich        |
| 1995 | Erzsébet Kocsis         | Węgry                 | Dunaferr SE                  |
| 1996 | Lim O-kyeong            | Korea Południowa      |                              |
| 1997 | Anja Andersen           | Dania                 | Bækkelagets SK               |
| 1998 | Trine Haltvik           | Norwegia              |                              |
| 1999 | Ausra Fridrikas         | Austria               | Hypo Niederösterreich        |
| 2000 | Bojana Radulovics       | Węgry                 | Dunaferr SE                  |
| 2001 | Cecilie Leganger        | Norwegia              | Tertnes IL                   |
| 2002 | Zhai Chao               | Chiny                 | Randers HK                   |
| 2003 | Bojana Radulovics       | Węgry                 | Dunaferr SE                  |
| 2004 | Anita Kulcsár           | Węgry                 | Dunaferr SE                  |
| 2005 | Anita Görbicz           | Węgry                 | Győri ETO KC                 |
| 2006 | Nadine Krause           | Niemcy                | Bayer 04 Leverkusen          |
| 2007 | Gro Hammerseng          | Norwegia              | Ikast-Bording Elite Håndbold |
| 2008 | Linn Kristin Riegelhuth | Norwegia              | Larvik HK                    |
| 2009 | Allison Pineau          | Francja               | Metz HB                      |
| 2010 | Cristina Neagu          | Rumunia               | C.S. Oltchim RM Valcea       |
| 2011 | Heidi Løke              | Norwegia              | Győri ETO KC                 |
| 2012 | Alexandra Do Nascimento | Brazylia              | Hypo Niederösterreich        |
| 2013 | Andrea Lekić            | Serbia                | Győri ETO KC                 |
| 2014 | Eduarda Amorim          | Brazylia              | Győri ETO KC                 |
| 2015 | Cristina Neagu          | Rumunia               | Budućnost Podgorica          |
| 2016 | Cristina Neagu          | Rumunia               | Budućnost Podgorica          |
| 2017 | Nie przyznano nagrody   | Nie przyznano nagrody | Nie przyznano nagrody        |
| 2018 | Cristina Neagu          | Rumunia               | Budućnost Podgorica          |
| 2019 | Stine Bredal Oftedal    | Norwegia              | Győri ETO KC                 |
| 2020 | Nie przyznano nagrody   | Nie przyznano nagrody | Nie przyznano nagrody        |
| 2021 | Sandra Toft             | Dania                 | Brest Bretagne Handball      |
| 2022 | Nie przyznano nagrody   | Nie przyznano nagrody | Nie przyznano nagrody        |
| 2023 | Henny Reistad           | Norwegia              | Team Esbjerg                 |